# 帕拉林匹克運動會主辦城市列表

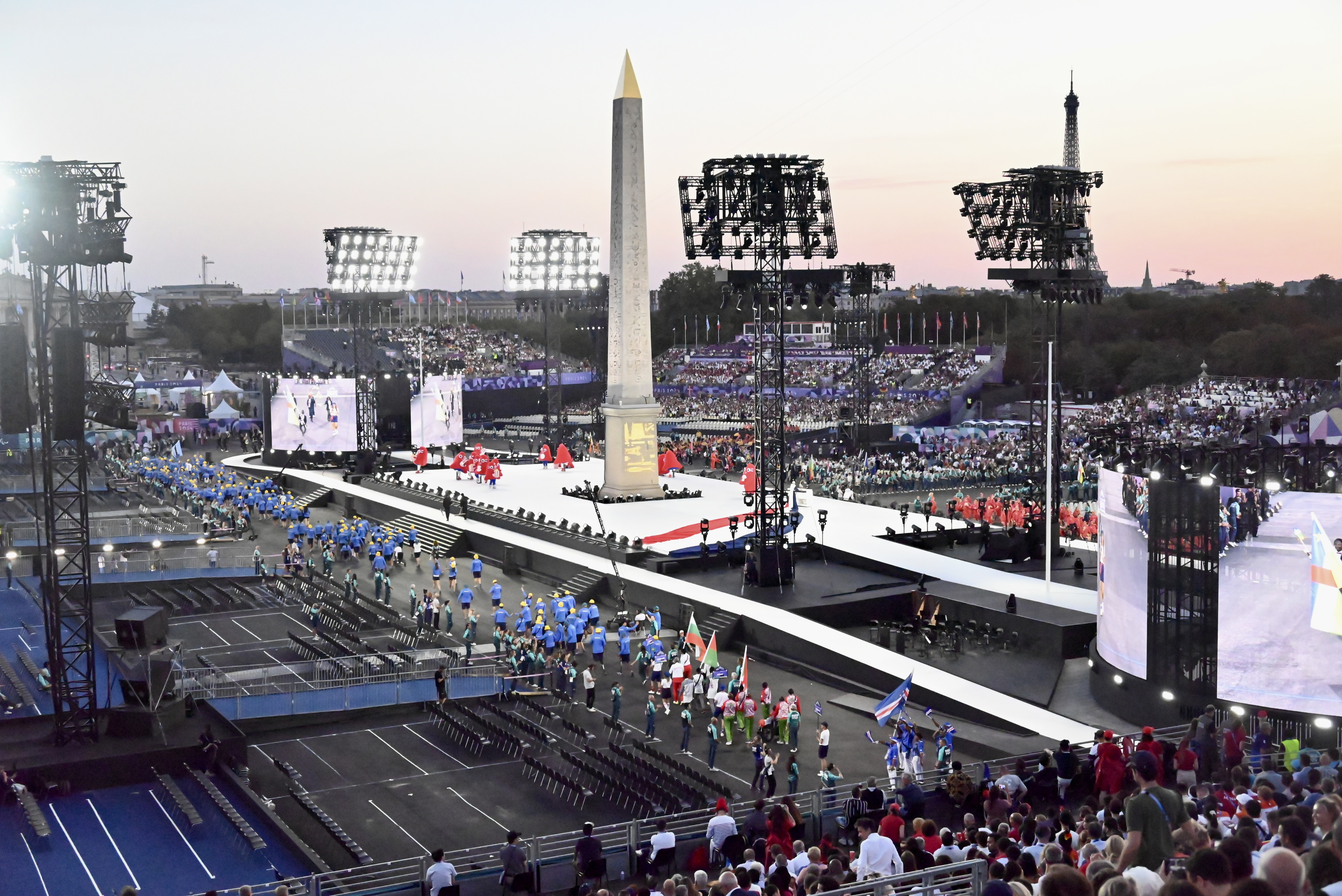
最近一屆已主辦夏季帕拉林匹克運動會的城市是巴黎；圖為開幕當時的殘奧主場館。

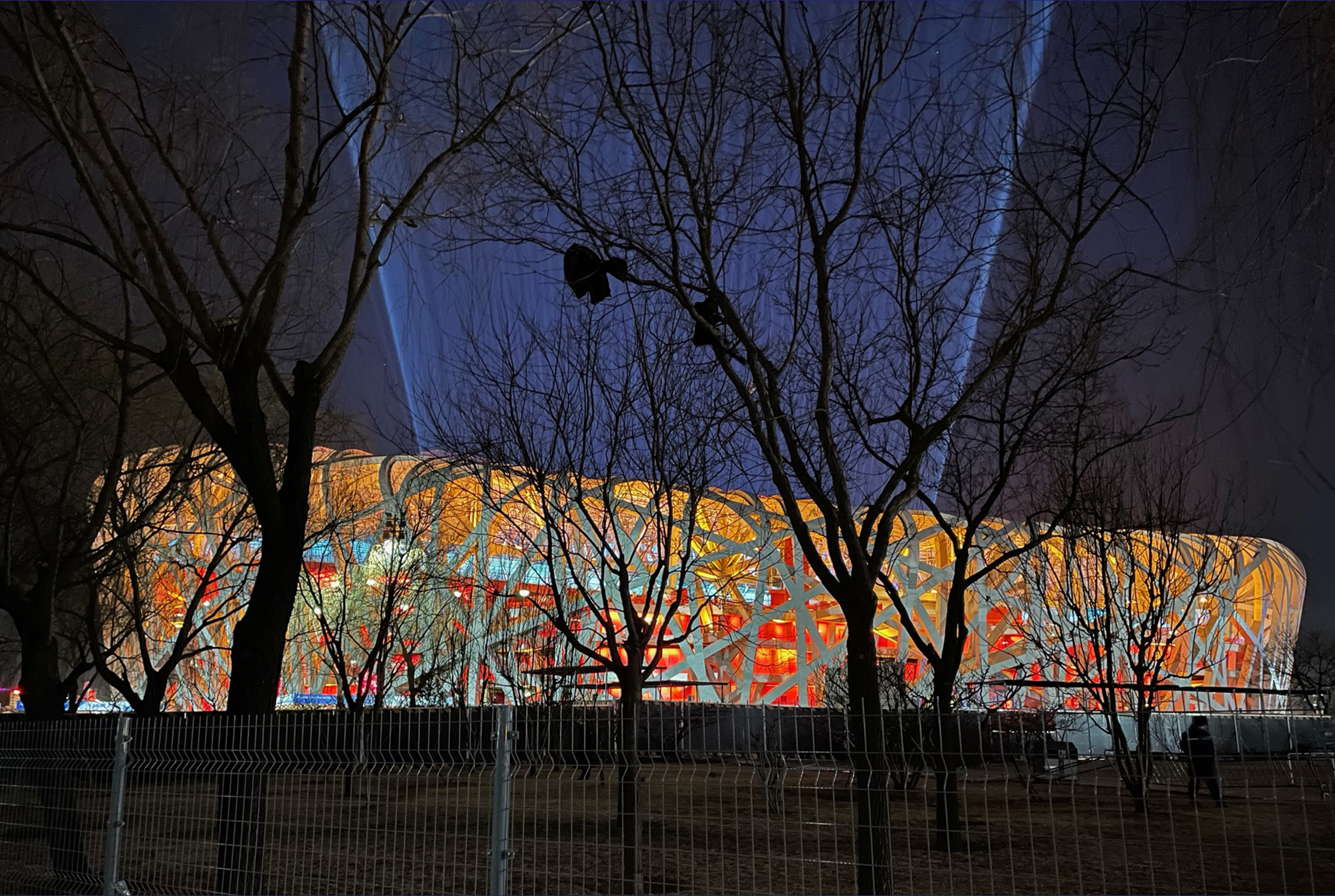
最近一屆已主辦冬季帕拉林匹克運動會的城市是北京；圖為開幕當時的殘奧主場館。

第一屆帕拉林匹克運動會於1960年在意大利羅馬舉辦，至今有17個城市成功舉辦17屆夏季帕拉林匹克運動會及12個城市成功主辦13屆冬季帕拉林匹克運動會。
由於現時獲得該屆城市奧林匹克運動會的主辦權則自動獲得帕拉林匹克運動會主辦權，因此倫敦及里約熱內盧兩個城市分別已被國際奧委會選為2012年及2016年夏季帕拉林匹克運動會的主辦城市，而索契及平昌被選為2014年及2018年冬季帕拉林匹克運動會的主辦城市。國際奧委會於2013年9月選出2020年夏季帕拉林匹克運動會主辦城市為東京，并更進一步於2015年7月選出2022年冬季帕拉林匹克運動會主辦城市為北京，再之後於2017年9月選出2024年與2028年夏季帕拉林匹克運動會主辦城市分別為巴黎與洛杉磯。

## 主辦城市的產生
帕拉林匹克運動會源於於1948年在英國斯托克·曼特維爾舉行的世界輪椅及截肢者運動會，是為輪椅運動員而設的運動會；而在1960年舉行的羅馬世界輪椅及截肢者運動會被視為第一屆帕拉林匹克運動會，並和奧林匹克運動會在同年、同地點舉辦，但只維持了兩屆；有關的主辦權也是由國際斯托克曼德維爾運動會聯合會和相關的國際單項體育總會決定。1968年奧運主辦國墨西哥政府表示因技術問題而放棄主辦該屆帕運會；後來得到以色列政府同意主辦第三屆帕拉林匹克運動會；1972年帕運也因為住宿問題而由慕尼黑改在海德堡舉行；因此，自1968年起的帕運會都因種種不同原因而在非奧林匹克運動會主辦城市進行至1984年帕運。雖然有體育組織希望1984年夏季帕拉林匹克運動會可以在洛杉磯進行，但洛杉磯奧運會組委會和美國奧林匹克委員會沒有一個正式的溝通橋樑而最終導致美國國家輪椅田徑協會和國際斯托克曼德維爾運動會聯合會在1980年宣布該屆運動會在分別在美國紐約及英國斯托克·曼德維爾進行。
自1988年漢城帕拉林匹克運動會起，每屆帕拉林匹克運動會均會同年在奧林匹克運動會的主辦城市進行；2001年6月19日，國際帕拉林匹克委員會和國際奧林匹克委員會簽署協議，授權由國際奧林匹克委員會決定主辦權誰屬；而在申辦2010年的奧林匹克運動會主辦權開始，一旦獲選為奧林匹克運動會主辦城市必須兼辦帕拉林匹克運動會，即同時獲得奧林匹克運動會及帕拉林匹克運動會兩個運動會之主辦權。代表舉辦奧運會的同時須考量選手設施的完善性。

## 帕拉林匹克運動會主辦城市

### 夏季帕拉林匹克運動會主辦城市
| 主辦城市         | 主辦國 | 所屬洲 | 主辦之屆數 | 年份   | 開幕日         | 閉幕日          | 備注   |
| ---------------- | ------ | ------ | ---------- | ------ | -------------- | --------------- | ------ |
| 羅馬             | 義大利 | 歐洲   | 第1屆      | 1960年 | 9月18日        | 9月25日         | [ 6 ]  |
| 東京             | 日本   | 亞洲   | 第2屆      | 1964年 | 11月3日        | 11月12日        | [ 7 ]  |
| 特拉維夫 *       | 以色列 | 亞洲   | 第3屆      | 1968年 | 11月4日        | 11月13日        | [ 8 ]  |
| 海德堡 *         | 西德   | 歐洲   | 第4屆      | 1972年 | 8月2日         | 8月11日         | [ 9 ]  |
| 多倫多 *         | 加拿大 | 北美洲 | 第5屆      | 1976年 | 8月3日         | 8月11日         | [ 10 ] |
| 阿納姆 *         | 荷蘭   | 歐洲   | 第6屆      | 1980年 | 6月21日        | 6月30日         | [ 11 ] |
| 紐約 *           | 美国   | 北美洲 | 第7屆      | 1984年 | 6月16日        | 6月30日         | [ 12 ] |
| 斯托克·曼德維爾* | 英国   | 歐洲   | 第7屆      | 1984年 | 7月22日        | 8月1日          | [ 12 ] |
| 漢城（今首爾）   |        | 亞洲   | 第8屆      | 1988年 | 10月15日       | 10月24日        | [ 13 ] |
| 巴塞羅那 馬德里* | 西班牙 | 歐洲   | 第9屆      | 1992年 | 9月3日 9月15日 | 9月14日 9月22日 | [ 14 ] |
| 亞特蘭大         | 美国   | 北美洲 | 第10屆     | 1996年 | 8月16日        | 8月25日         | [ 15 ] |
| 悉尼             |        | 大洋洲 | 第11屆     | 2000年 | 10月18日       | 10月29日        | [ 16 ] |
| 雅典             | 希腊   | 歐洲   | 第12屆     | 2004年 | 9月17日        | 9月28日         | [ 17 ] |
| 北京             | 中国   | 亞洲   | 第13屆     | 2008年 | 9月6日         | 9月17日         | [ 20 ] |
| 倫敦             | 英国   | 歐洲   | 第14屆     | 2012年 | 8月29日        | 9月9日          | [ 21 ] |
| 里約熱內盧       | 巴西   | 南美洲 | 第15屆     | 2016年 | 9月7日         | 9月18日         | [ 22 ] |
| 東京             | 日本   | 亞洲   | 第16屆     | 2021年 | 8月24日        | 9月5日          |        |
| 巴黎             | 法國   | 歐洲   | 第17屆     | 2024年 | 8月28日        | 9月8日          |        |
| 洛杉磯           | 美国   | 北美洲 | 第18屆     | 2028年 | 8月15日        | 8月27日         |        |
| 布里斯本         |        | 大洋洲 | 第19屆     | 2032年 | 8月24日        | 9月5日          |        |

「*」代表與當年奧林匹克運動會主辦地點不一致

### 冬季帕拉林匹克運動會主辦城市
| 主辦城市            | 主辦國 | 所屬洲 | 主辦之屆數 | 年份   | 開幕日  | 閉幕日  | 備注   |
| ------------------- | ------ | ------ | ---------- | ------ | ------- | ------- | ------ |
| 恩舍尔兹维克 *      | 瑞典   | 歐洲   | 第1屆      | 1976年 | 2月21日 | 2月28日 | [ 23 ] |
| 耶盧 *              | 挪威   | 歐洲   | 第2屆      | 1980年 | 2月1日  | 2月7日  | [ 24 ] |
| 因斯布魯克*         | 奥地利 | 歐洲   | 第3屆      | 1984年 | 1月14日 | 1月20日 | [ 25 ] |
| 因斯布魯克*         | 奥地利 | 歐洲   | 第4屆      | 1988年 | 1月17日 | 2月25日 | [ 26 ] |
| 阿爾貝維爾          | 法國   | 歐洲   | 第5屆      | 1992年 | 3月25日 | 4月1日  | [ 27 ] |
| 利勒哈默尔          | 挪威   | 歐洲   | 第6屆      | 1994年 | 3月10日 | 3月19日 | [ 28 ] |
| 長野                | 日本   | 亞洲   | 第7屆      | 1998年 | 3月5日  | 3月14日 | [ 29 ] |
| 鹽湖城              | 美国   | 北美洲 | 第8屆      | 2002年 | 3月7日  | 3月16日 | [ 30 ] |
| 都靈                | 義大利 | 歐洲   | 第9屆      | 2006年 | 3月10日 | 3月19日 | [ 31 ] |
| 溫哥華              | 加拿大 | 北美洲 | 第10屆     | 2010年 | 3月12日 | 3月21日 | [ 32 ] |
| 索契                | 俄羅斯 | 歐洲   | 第11屆     | 2014年 | 3月7日  | 3月16日 | [ 33 ] |
| 平昌                |        | 亞洲   | 第12届     | 2018年 | 3月9日  | 3月18日 |        |
| 北京                | 中国   | 亞洲   | 第13届     | 2022年 | 3月4日  | 3月13日 |        |
| 米蘭-科爾蒂納丹佩佐 | 義大利 | 歐洲   | 第14届     | 2026年 | 3月6日  | 3月15日 |        |
| 阿爾卑斯山          | 法國   | 歐洲   | 第15届     | 2030年 | 3月1日  | 3月10日 |        |
| 鹽湖城              | 美国   | 北美洲 | 第16届     | 2034年 | 3月10日 | 3月19日 |        |

「*」代表與當年奧林匹克運動會主辦地點不一致

## 統計

### 帕拉林匹克運動會多次主辦城市
| 名列 | 主辦城市   | 主辦國 | 所屬洲 | 主辦夏季帕運會次數 | 主辦冬季帕運會次數 | 共辦次數 |
| ---- | ---------- | ------ | ------ | ------------------ | ------------------ | -------- |
| 1    | 因斯布魯克 | 奥地利 | 歐洲   | 0                  | 2（1984、1988）    | 2        |
| 1    | 東京       | 日本   | 亞洲   | 2 （1964、2020）   | 0                  | 2        |
| 1    | 北京       | 中国   | 亞洲   | 1 （2008）         | 1（2022）          | 2        |
| 1    | 鹽湖城     | 美国   | 北美洲 | 0                  | 2（2002、2034）    | 2        |

### 帕拉林匹克運動會主辦國
| 名列 | 主辦國      | 所屬洲 | 主辦夏季帕運會次數     | 主辦冬季帕運會次數 | 共辦次數 |
| ---- | ----------- | ------ | ---------------------- | ------------------ | -------- |
| 1    | 美国        | 北美洲 | 3 （1984、1996、2028） | 2 （2002、2034）   | 5        |
| 2    | 日本        | 亞洲   | 2 （1964、2020）       | 1 （1998）         | 3        |
| 2    | 義大利      | 歐洲   | 1 （1960）             | 2 （2006、2026）   | 3        |
| 2    | 法國        | 歐洲   | 1 （2024）             | 2 （1992、2030）   | 3        |
| 3    | 奥地利      | 歐洲   | 0                      | 2 （1984、1988）   | 2        |
| 3    | 加拿大      | 北美洲 | 1 （1976）             | 1 （2010）         | 2        |
| 3    | 英国        | 歐洲   | 2 （1984、2012）       | 0                  | 2        |
| 3    | 挪威        | 歐洲   | 0                      | 2 （1980、1994）   | 2        |
| 3    |             | 亞洲   | 1 （1988）             | 1 （2018）         | 2        |
| 3    | 中国        | 亞洲   | 1 （2008）             | 1 （2022）         | 2        |
| 3    |             | 大洋洲 | 2 （2000、2032）       | 0                  | 2        |
| 9    | 巴西        | 南美洲 | 1 （2016）             | 0                  | 1        |
| 9    | 西班牙      | 歐洲   | 1 （1992）             | 0                  | 1        |
| 9    | 西德 / 德国 | 歐洲   | 1 （1972）             | 0                  | 1        |
| 9    | 希腊        | 歐洲   | 1 （2004）             | 0                  | 1        |
| 9    | 以色列      | 亞洲   | 1 （1968）             | 0                  | 1        |
| 9    | 荷蘭        | 歐洲   | 1 （1980）             | 0                  | 1        |
| 9    | 俄羅斯      | 歐洲   | 0                      | 1 （2014）         | 1        |
| 9    | 瑞典        | 歐洲   | 0                      | 1 （1976）         | 1        |

### 洲
帕拉林匹克運動會曾在歐洲國家舉辦12次，而其第13及14次將於2012年及2014年舉辦；亞洲舉辦過5次帕拉林匹克運動會，而東南亞、南亞及中亞地區均未曾舉辦帕拉林匹克運動會；北美洲則舉辦過4次，單是美國已佔四分之三。大洋洲也因澳洲而舉辦過2次；而由於巴西將會主辦2016年夏季帕拉林匹克運動會，因此將會成為南美洲國家第一次主辦帕拉林匹克運動會。另一方面，非洲成為五大洲唯一一個曾未舉辦帕拉林匹克運動會的洲。

## 備註
1. ↑  馬術項目於2005年7月得到國際奧委會同意下移師至中國香港舉行[18]；雖然馬術項目是由中國香港體育協會暨奧林匹克委員會籌辦，但馬術項目是和該屆帕運會不可分割的一部分[19]